# Oleria padilla
Oleria padilla är en fjärilsart som beskrevs av William Chapman Hewitson 1863. Oleria padilla ingår i släktet Oleria och familjen praktfjärilar. Inga underarter finns listade i Catalogue of Life.

## Bildgalleri

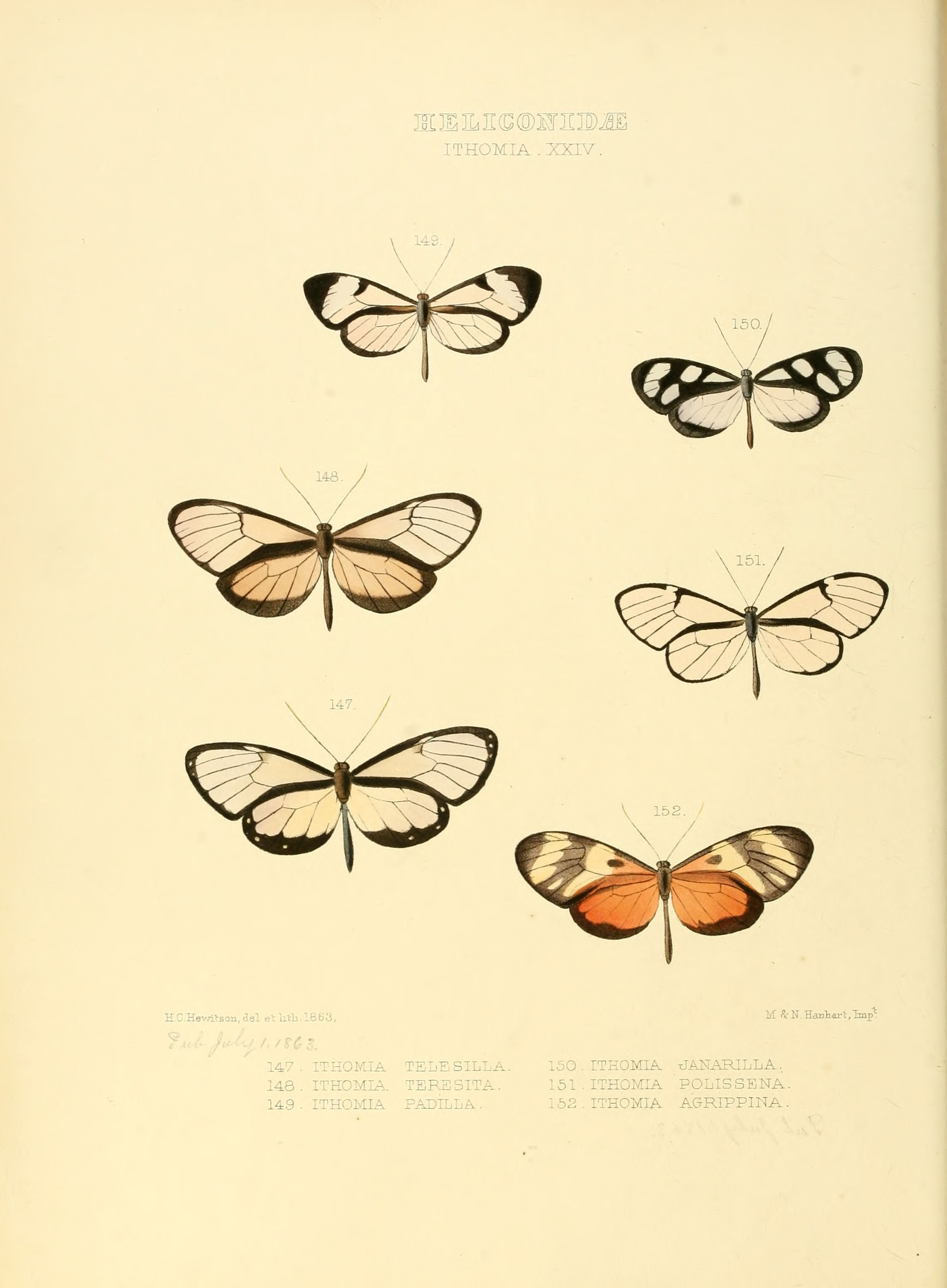